# 貧者十字軍
貧者十字軍（Crusade of the Poor, 「1309年の羊飼い十字軍」とも。） は、1309年の春から夏にかけて、イングランド、ブラバント、フランス、ラインラントの下層民が集結して行った遠征である。教皇から十字軍としての認可は受けていなかったが、他で教皇の認可を受けていた小規模な軍勢に加勢して聖地の十字軍に助力しようという民衆運動であった。しかしその道程で、彼らは略奪やユダヤ人への攻撃、現地領主との戦闘を繰り返し、結局誰一人として聖地にたどり着くことなく四散した。

## 十字軍の説教
1096年の民衆十字軍以降、民衆による十字軍運動は歴史上何度か存在した。その中で1309年の貧者十字軍は、聖地の十字軍国家が滅亡した後に起きたものとしては最初である。1291年、イェルサレム王国の聖地における最後の砦だったアッコがマムルーク朝の攻撃を受け陥落した。1308年、教皇クレメンス5世は十字軍を結成するための説教を行うよう命じ、1309年の春に十字軍を行うとした。これを受けて1309年に実施された十字軍は3つある。教皇領の一部を占拠していたヴェネツィア共和国に対するもの、スペイン南部のムスリム勢力であるグラナダ王国に対するもの、そして聖地を「占拠」しているムスリムに対するものである。この聖地への十字軍は、本来は聖ヨハネ騎士団による小規模なものが想定されていた。十字軍を喚起する説教はカトリック圏各地で行われたが、平信徒に対しては資金を募り十字軍のために祈ることを求めるだけで、彼らが実際に遠征に参加することは考えられていなかった。1309年初頭、十字軍遠征が秋に延期されることになった。6，7月になると、クレメンス5世はアルプス以北の聖職者たちに、ただ金と祈りだけを求め、遠征に参加しようとする信徒は思いとどまらせるという方針を念押しする書簡を送った。資金調達のために贖宥状が発行された。
しかしこれに先立つ春には、すでに説教師たちは十字軍熱を煽る激しい説教を広めてしまっていた。文献によっては数万人にも膨れ上がったという大群衆が、十字軍への参加を志して、教皇のいるアヴィニョンを目指した。彼らは第1回十字軍をまねて服に十字の刺繍を施していた。しかし彼らの十字軍への参加は、当の熱を煽った説教師たちによって却下されてしまった。群衆の多くは聖ヨハネ騎士団に加勢するためにアヴィニョンを目指したのだが、一部には自力で聖地にたどり着こうとしてドナウ川を下った者もいた。同時代の年代記には、彼ら貧者十字軍に敵意すら抱いているものも多い。ヘント年代記によれば、貧者十字軍の大部分は土地を持たない農民、農奴、都市の毛皮職人や服職人などの手工業者だった。わずかに裕福な都市民や騎士も含まれていたが、高位の貴族階級の者は参加していなかった。群衆の大多数は男性だったが、女性も参加していた。ヘント年代記によれば、「イングランド、ピカルディ、フランドル、ブラバント、ドイツなどから数えきれない民衆が、聖地を征服するために出発した」。この十字軍の主要を成していたのはドイツ人だったようである。この年代記ではイングランド人の存在が強調されているが、実際にはイングランド当局がドーバー海峡の港を押さえて監視していたため、十字軍参加を志したイングランド人は容易に阻止された。東方では、ポメラニアやシロンスクからも十字軍への参加者が出たことが記録されている。

## 「非公式の」十字軍と結末
貧者十字軍の参加者たちは自分たちを一種の騎士修道会のようにとらえて「十字の兄弟団」と自称していた。しかしヘント年代記は、この民衆運動には指導者がまったく存在しなかったことを強調している。彼らはあまりにも貧しくアヴィニョンまで行く旅費が足りず托鉢や寄付に頼ったが、同時に各地で強盗掠奪騒動を起こした。特に標的とされたのがユダヤ人だった。ゲルデルン公国では、ボルン城に逃げ込んだ100人以上のユダヤ人が虐殺された。ルーヴェンやティーネンでもユダヤ人が脅かされ、ブラバントのジュナップ城に逃げ込んだ。貧者十字軍はこの城を包囲したが、ユダヤ人を保護していたブラバント公ジャン2世の軍によって駆逐され、大きな損害を被った。こうした無秩序や無計画ぶりにもかかわらず、1309年7月には3、4万人もの「十字軍兵士」がアヴィニョンに集った。その中の一部は、聖地への十字軍が出発する場として定められていたマルセイユにも到達した可能性がある。
「兄弟団」はクレメンス5世に対し、小規模なものと予定されていた十字軍を全面的な大十字軍に格上げして、自分たちに正統性を与え、聖地へ行く望みをかなえるよう求めた。教皇は7月25日、「十字軍」に参加した、もしくは彼らに資金援助したすべてのドイツ人に100年間の贖宥を与えたが、聖地への望みは船舶の不足により叶えることができなかった。聖ヨハネ騎士団は自分たちの船に「兄弟団」を便乗させることを断固として拒否した。そのため貧者十字軍は行き場を失い、解散せざるを得なくなった。ヘント年代記は、彼らがただ「混乱のうちに己が故郷に戻っていった」と伝えている。

## その後
1309年11月4日、クレメンス5世は聖ヨハネ騎士団による公式な十字軍の目的地が聖地ではないことを認めた。これはかなり前からすでに疑われていたことだったのだが、そもそもこの十字軍は本格的に聖地を奪還しようというものではなく、キプロス島に行ってムスリムからの攻撃を防ぐと共に、カトリックとムスリムの間での貿易禁止を徹底することを目的とした予備的な遠征計画であった。ともかく彼らは1310年1月にイタリアのブリンディジから出向する用意ができていたが、悪天候のため春まで延期された。この十字軍は聖ヨハネ騎士団総長フルク・ド・ヴィラレを司令官とし、教皇特使ピエール・ド・プレンヌ＝シャサーニュが帯同していた。戦力は26隻のガレー船（一部ジェノヴァ共和国の船を含む）に2、300人の騎士、3000人の歩兵が乗り込むというものだった。この艦隊がついに出港したときに至っても、フルク・ド・ヴィラレがどこを艦隊の目的地としているのかは不明なままだった。実のところ、彼は聖地ではなくビザンツ帝国領ロドス島を目指していたのである。5月13日、ギリシアの海域にいたヴィラレは、対立していたヴェネツィアに和平の使者を送った。同年8月、聖ヨハネ騎士団はロドス島を征服した。結局1308年から1309年にかけて行われた説教を受けて成立した十字軍の中で、実際に聖地に向かったものは無かった。しかし、東地中海の重要拠点であるロドス島を奪った聖ヨハネ騎士団は、1311年に本部をこの島へ移し、以降この地域で活発な対ムスリム闘争を繰り広げていくことになる。